# Damien Kurek
Damien Kurek, né le 28 novembre 1989, est un homme politique canadien. Membre du Parti conservateur, il est député à la Chambre des communes de 2019 à 2025.

## Biographie
Lors des élections fédérales de 2019, Damien Kurek est élu à 29 ans à la Chambre des communes dans la circonscription de Battle River—Crowfoot (Alberta) en tant que candidat du Parti conservateur. Il est largement réélu en 2021 et 2025.
Quatre jours après sa deuxième réélection lors des élections fédérales de 2025 qui voient la victoire du Parti libéral, il annonce son intention de démissionner afin de permettre au chef du Parti conservateur, Pierre Poilievre, défait dans sa circonscription, de retrouver un mandat parlementaire et de redevenir chef de l'opposition officielle. Kurek démissionne effectivement le 17 juin 2025, ouvrant ainsi la voie à une élection partielle, déclenchée le 30 juin 2025 par le premier ministre Mark Carney pour le lundi 18 août suivant.